# هاریما نو اینابی نو اوایراتسومه
هاریما نو اینابی نو اوایراتسومه (به ژاپنی: 播磨稲日大郎姫 はりまのいなびのおおいらつめ); – یکی از امپراتریس‌های ژاپن، همسر امپراتور کیکو اهل ژاپن بود.